# Transporte Aéreo Militar
Transporte Aéreo Militar of kortweg TAM is een vliegmaatschappij uit de Boliviaanse stad La Paz. De vliegmaatschappij is in het bezit van de Boliviaanse luchtmacht en is opgericht om vluchten te kunnen bieden naar afgelegen gebieden die niet door commerciële maatschappijen rendabel zijn. Vandaag de dag is de maatschappij echter een concurrent voor de commerciële maatschappijen omdat deze nu ook op binnenlandse hoofdroutes actief is.

## Geschiedenis
TAM is opgericht op 15 juni 1945 met de aankoop van nieuwe vliegtuigen van het type Douglas C-47. In 1955 werd echter besloten dat TAM ook vluchten zou gaan uitvoeren met een commercieel karakter. Op de TAM-website staat het volgende citaat: "El Grupo Aéreo "71" (groep 71)" bekend bij bevolking als Transporte Aéreo Militar (TAM), is een essentieel onderdeel van de structuur van de Boliviaanse luchtmacht en het fundamentele element voor de ontwikkeling en integratie van de bevolking in de afgelegen delen van het nationale territorium." De originele naam bij de oprichting van de maatschappij was El Escuadrón de Transporte Aéreo (ETA) maar in 1953 werd de naam veranderend naar het huidige Transporte Aéreo Militar (TAM). Dit erfgoed is terug te vinden in de woorden "Grupo Aéreo 71" als onderdeel van het TAM-logo.

## Vloot
De vloot van TAM bestaat uit 20 vliegtuigen van de volgende types. Er zijn op dit moment geen orders voor nieuwe vliegtuigen bekend.
- 1 Boeing 727
- 6 Boeing 737
- 6 British Aerospace 146
- 2 CASA C-212
- 1 Convair CV-580
- 1 Douglas C-47
- 1 Fokker F27
- 2 Xian MA60